# Deadlock : Conquête planétaire
Pour les articles homonymes, voir Deadlock.
Deadlock : Conquête planétaire  (Deadlock: Planetary Conquest en anglais) est un jeu vidéo de stratégie au tour par tour futuriste développé et édité par Accolade en 1996. Le style du jeu est à mi-chemin entre un jeu SimCity et un Master of Orion. Il a pour suite Deadlock II: Shrine Wars.

## Scénario
L'action se déroule dans le futur, aux alentours du XXIVe siècle. Une planète récemment découverte, du nom de Gallius IV, attire la convoitise de toutes les races de la galaxie, qui décident, pour différentes raisons, de s'en emparer.
Leurs flottes se mettent en route pour Gallius IV, et l'orbite de la planète devient pendant plusieurs jours le cadre d'une bataille titanesque. Mais, alors qu'aucune issue ne semble se dessiner, un vaisseau endommagé tombe vers la surface et manque d'exploser dans l'atmosphère, ce qui aurait pu dévaster la plus grande partie de la surface habitable.
Le risque de détruire accidentellement la planète devenant trop grand, les 8 races décident de signer un cessez-le-feu. Comme la situation est dans l'impasse la plus totale (c'est de là que vient le titre du jeu : en anglais, deadlock signifie impasse), sept d'entre elles décident d'un accord pour répartir la planète, c'est le Pacte de Gallius IV.
Ce texte stipule que chaque race peut rassembler un petit groupe qui atterrira afin d'entamer la colonisation d'une partie du globe. Celle qui arrivera à construire la colonie la plus prospère ou qui chassera les autres colons conservera la planète.

## Système de jeu
Le jeu en lui-même est un jeu de stratégie au tour par tour. Le joueur choisit une race parmi les sept disponibles, chacune ayant ses avantages et ses inconvénients.
Une fois sa race choisie, le joueur se retrouve sur une carte aléatoire, divisée en territoires, contre un certain nombre d'autres races contrôlées par une intelligence artificielle ou par des joueurs en réseau. Il doit alors faire prospérer sa colonie en construisant des logements, des usines, des universités, en s'occupant du moral de ses colons, de l'approvisionnement en ressources (énergie, nourriture, bois, fer, antimatière…). Chaque joueur s'occupe de sa colonie au tour par tour, et peut coloniser d'autres territoires (certains étant bien sûr plus fournis en ressources, en fonction de leur nature : plaine, montagne, marais…). Au fur et à mesure du jeu, le joueur peut effectuer de nouvelles recherches, qui lui permettront d'accéder à de nouvelles unités (comme des missiles à antimatière, qui sont dans le jeu une évolution à l'arme nucléaire), bâtiments (ou d'améliorer les anciens), d'espionner les ennemis, d'accéder aux forces maritimes et aériennes…
Les combats sont automatiques ; le joueur décide des territoires où il veut envoyer ses troupes, mais le combat est résolu sans aucune participation du joueur. Il paramètre à l'avance le comportement des unités, c'est-à-dire leurs cibles privilégiées, leur mission (attaque, attaque-suicide pour les humains, espionnage…) et le niveau de santé à atteindre avant de battre en retraite.
La victoire peut s'obtenir de plusieurs façons :
- par la voie militaire : en conquérant, à l'aide de ses unités militaires, tous les territoires ennemis, et en détruisant tous les territoires ennemis.
- par la voie pacifique : en construisant un nombre, déterminé à l'avance, de « centre-ville », des bâtiments spéciaux très coûteux en ressources et longs à construire.

À quoi on peut ajouter :
- par la voie scientifique : si une race parvient à accéder à la technologie suprême, « dilatation du temps » (qui décuple la vitesse de production des ressources et des unités), la victoire est quasiment acquise en quelques tours (à moins que les ennemis n'aient été à deux doigts de gagner juste avant).

## Les races
Il existe neuf races dans l'univers de Deadlock ; en réalité, seul sept sont jouables.
- les ChCh-T sont une race insectoïde très prolifique. Leurs soldats sont nombreux et rapides, bien que relativement faibles, et ils peuvent rapidement étendre leur territoire. Mais étant la plus « jeune » des races (la plus récente dans l'espace), leurs scientifiques n'ont pas un très bon niveau et ils peinent à effectuer des recherches. À cause de leur vitesse de reproduction effrénée, leur civilisation est menacée par la surpopulation, et Gallius IV pourrait leur servir de soupape.
- les Cyth sont une race mystérieuse possédant de puissants pouvoirs psychiques, et connue pour ses exactions envers les autres races. Ils disposent d'unités psychiques capables de neutraliser à distance leurs adversaires, et ils sont tellement tournés vers la recherche d'un idéal de transcendance que leur moral ne varie quasiment jamais. Gallius IV est un monde nouveau, et ils pensent y trouver de nouvelles matières rarissimes pour accélérer leur transformation en purs esprits.
- les Humains sont nos descendants ; ce sont les meilleurs commerçants du monde de Deadlock, et leurs revenus sont également supérieurs à ceux des autres races. De plus, leurs soldats sont prêts à mourir pour leur race et peuvent s'injecter avant un combat des capsules d'adrénaline qui accroissent leurs forces, mais les condamnent à la mort après la bataille. Par contre, leurs dirigeants ne peuvent recourir au marché noir qu'avec prudence car les humains ont une haine violente des Skirineen. Leur économie traverse actuellement une crise monstrueuse et Gallius IV leur donne une occasion d'augmenter leurs marchés et de dynamiser l'économie à long terme.
- les Maugs sont une race de scientifiques ingénieux, et ils recherchent et construisent les composants de haute technologie bien plus vite que les autres races. Mais les expériences et les atrocités que les Cyth ont commises sur eux font que les Maugs sont une race malade, et ils cèdent facilement à la dépression et au désespoir, ce qui fait que leur moral est plus bas et leurs travailleurs souvent indisponibles. Ils espèrent trouver sur Gallius IV de nouvelles substances pour faire progresser leur médecine et se guérir de leurs afflictions continuelles.
- les Re'Lu sont une race symbiotique et spirituelle, composée d'une partie humanoïde et d'une partie bestiale. Leur esprit télépathique leur permet de voir la carte en entier, et parfois de prendre le contrôle des unités ennemies ou de pousser leurs colons à la révolte. Mais leur faiblesse physique et leur nature font que leurs armes sont petites et peu puissantes. Ils savent qu'une ancienne race a vécu jadis sur Galius IV, et veulent absolument savoir ce qui lui est arrivé et connaître ses secrets.
- les Tarth sont une race d'énormes humanoïdes belliqueux. Ils possèdent des soldats très puissants, et capables de détruire les bâtiments, et produisent des quantités impressionnantes de nourriture, mais leur taille les empêche d'avoir recours à l'espionnage, et ce sont aussi de piètres marins. Leur soif guerrière n'a pas de limites, et ils rêvent de s'emparer de la galaxie ; Gallius IV est un bon début.
- les Uva Mosk sont une race d'étranges caméléons/insectes écologistes, vivant en harmonie avec la nature. Comme ils connaissent mieux la terre que quiconque, ils produisent bien plus de ressources que les autres races, et leur camouflage naturel en fait d'excellents espions; mais l'économie n'est pas leur point fort et ils ont peu de rentrées financières. Ils sont horrifiés par la pollution et le gaspillage industriel des autres races, et veulent protéger Gallius IV, qui est une planète encore vierge.
- les Skirineen sont une race perverse, commerciale et agressive qui a jadis tenté de s'emparer de la galaxie par la force; les autres races se sont alors unies et ont repoussé ces dangereux extra-terrestres. Aujourd'hui, ils ont participé à la bataille pour Gallius IV, mais on a refusé de leur laisser signer le Pacte de Gallius IV, et ne sont donc pas jouables. Toutefois, ils sont restés en orbite autour de la planète et font du commerce clandestin avec qui paye le plus, vendant des ressources, des techniques, et des armes. Cependant, comme la quasi-totalité des races les détestent (ils ont entre autres détruit la Lune avec des missiles à antimatière), le dirigeant qui les contacte risque des émeutes et des grèves si la transaction vient à se savoir.
- les Tolnan sont une race polymorphe (qui prend généralement l'apparence des humains) et psionique qui fut quasi-exterminée par les Skirineen. Ils ne sont actuellement plus qu'une poignée (14 en tout), et l'une d'entre elles, Oolan, fait office de conseillère pour le joueur, et vous suit pendant le didacticiel.

## Accueil
| Deadlock: Planetary Conquest |      |       |
| Média                        | Pays | Notes |
| Computer Gaming World        | US   | 4/5   |
| GameSpot                     | US   | 71 %  |
| Gen4                         | FR   | 3/5   |
| Joystick                     | FR   | 92 %  |
| PC Team                      | FR   | 87 %  |